# Parafia (Ekwador)

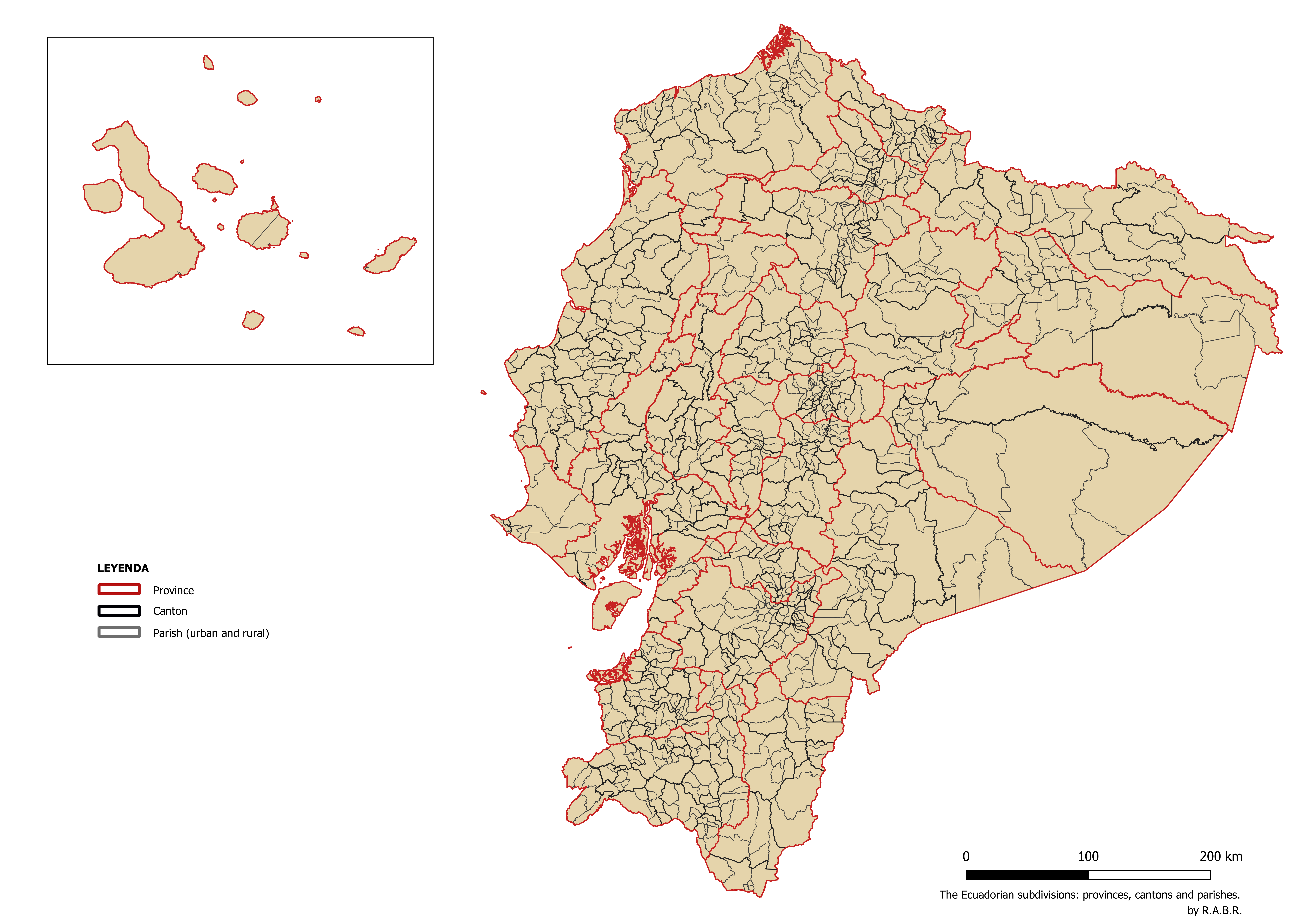
Parroquias de Ecuador

Parafia – według Konstytucji Ekwadoru, najmniejsza jednostka podziału terytorialnego tego państwa, zwana też (dla odróżnienia od parafii kościelnych) parafią cywilną (parroquia civil).